# Філософія техніки
Філософія техніки — дослідження першопричин техніки. Основоположником цього розділу філософії є Ернст Капп, який написав «Основні напрями філософії техніки. До історії виникнення культури з нової точки зору» (1877). У 1898 році свої роботи, присвячені філософії техніки, видають німецький філософ Фред Бон (одна з глав книги «Про обов'язок і добро») і російський інженер Петро Енгельмейер (брошура «Технічний підсумок XIX століття»). Предметом систематичного вивчення дана наука стала тільки в XX столітті. Різні аспекти філософії техніки розглядаються в марксизмі, трансгуманізму та ряді інших напрямків.

## Ідеї
В основі техніки лежить органопроєкція, тобто техніка створюється за зразком живого організму. Створення техніки не є створення нового, але розкриття природних можливостей організму.
Техніка — це шлях до нових горизонтів буття.
Будь-яка розсудлива людина зможе назвати кілька технічних пристроїв, які його оточують. Фахівці зможуть навіть назвати конкретні приклади пристроїв з досліджуваних або створюваних ними видів техніки. Але це лише матеріальна сторона технічного знання.
Технічні дисципліни, відомі людям, вивчали окремі види або сторони техніки. Філософія техніки стала вивчати техніку глобально: не тільки внутрішній розвиток, але і вплив її на суспільство, приймаючи до уваги історичну перспективу. Розрізняють такі етапи розвитку технічних знань:
- донаукових знань (до другої половини XVIII століття) — знання добуваються емпіричним шляхом і не мають на увазі використання наукових знань;
- зародження технічних наук (з другої половини XVIII століття до 70-х років XIX століття) — починають використовуватися природні наукові знання і з'являються перші технічні науки.
- класичний (до середини XIX століття) — характеризується формуванням ряду технічних теорій, які утворили фундамент для подальшого розвитку.
- сучасний (з середини XIX століття) — технічні науки починають інтегруватися не тільки з природними, а й з громадськими, зароджуються комплексні дослідження, технічні науки дедалі більше диференціюються від природних і суспільних наук.